# Province de Bizen
Pour les articles homonymes, voir Bizen.
La province de Bizen (備前国, Bizen no kuni) est une ancienne province du Japon qui constitue la partie sud-est de l'actuelle préfecture d'Okayama. Elle était située sur Honshū au bord de la Mer intérieure de Seto et bordée par les provinces de Mimasaka, de Harima, et de Bitchū.
Le centre originel de Bizen est l'actuelle ville d'Okayama. Depuis une époque reculée, Bizen est l'un des principaux centres de fabrication de sabre du Japon. 

## Histoire
Durant la période Muromachi, Bizen était dirigée par le clan Akamatsu de Mimasaka, mais à la période Sengoku le clan Urakami était devenu dominant et s'était installé à Okayama. Ils furent plus tard supplantés par le clan Ukita, et Hideie Ukita fut l'un des régents que Hideyoshi Toyotomi désigna pour son fils. Après que Kobayakawa Hideaki eut aidé Ieyasu Tokugawa à gagner la bataille de Sekigahara sur Ukita et les autres, il fut récompensé en recevant les domaines d'Ukita à Bizen et Mimasaka.
Bizen changea de nombreuses fois de mains durant la période Edo avant d'être incorporé dans l'actuel système de préfectures.
Le clan Matsuda avait des possessions dans la province et a livré bataille aux clans Urakami et Akamatsu.